# Senatspalast

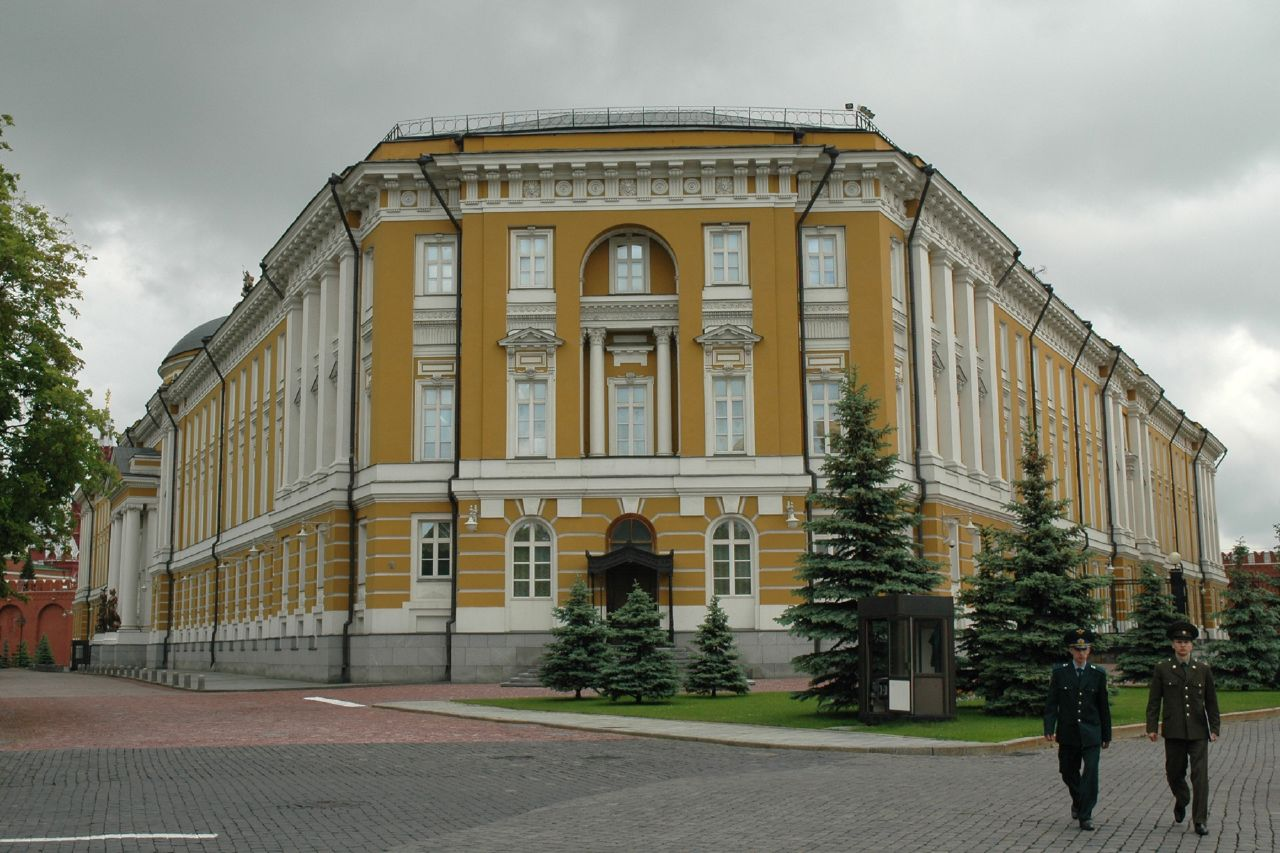
Senatspalast

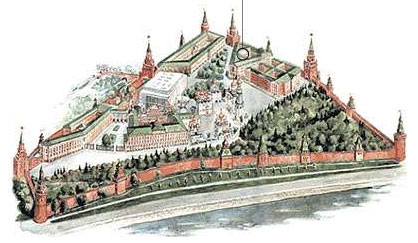
Lage im Kreml

Der Senatspalast am Roten Platz, 1967

Der Senatspalast (russisch Сенатский дворец) ist ein 1787 erbautes Gebäude im Moskauer Kreml. Bekannt ist der Senatspalast vor allem dadurch, dass er in der frühsowjetischen Zeit als Residenz des Staats- und Parteichefs und der Regierung, dem Ministerrat der UdSSR, diente und auch heute den zentralen Amtssitz des russischen Präsidenten darstellt.

## Allgemeine Beschreibung
Der Senatspalast befindet sich im nördlichen Teil des Kremlgeländes, wo er zwischen dem Arsenal und dem ehemaligen Gebäude 14 liegt. Der Umriss des Palastes weist die Form eines gleichschenkligen Dreiecks auf, dessen eine Seite sich unmittelbar an die östliche Kremlmauer auf deren Abschnitt zwischen dem Nikolaus- und dem Senatsturm anschließt. Diese Fassade des Palastes ist von der anderen Seite der Mauer, nämlich vom Roten Platz aus, sichtbar. Die beiden anderen Seiten – von denen die eine zum Arsenal und die andere zum Gebäude 14 hin gewandt ist – sind nur vom Kreml aus zu sehen, wobei Touristen keine Möglichkeit haben, näher heranzutreten, da der Senatspalast als Amtssitz des Präsidenten streng gesichert ist. Lediglich von der gegenüberliegenden Seite des Iwanplatzes des Kremls aus (etwa in Höhe der Zarenkanone) kann das Gebäude betrachtet und fotografiert werden. Am besten ist von dort aus die südliche Eckfassade des Senatspalastes sichtbar.

## Geschichte
Seine Bezeichnung erhielt der Senatspalast von dessen ursprünglichem Zweck als Hauptsitz des sogenannten Regierenden Senats, der seit seiner Gründung im Jahre 1711 unter Peter I. dem Großen formell als höchstes Aufsichtsgremium und legislatives Staatsorgan des Russischen Kaiserreichs galt. In der Herrschaftszeit Katharina II. der Großen in den 1770er-Jahren wurde der Regierende Senat in sechs Abteilungen (sogenannte Departements) gegliedert, von denen sich vier in der Hauptstadt Sankt Petersburg und zwei in Moskau befanden. Für diese zwei sollte nun im Herzen der Stadt, nämlich im Kreml, ein repräsentatives Gebäude als Amtssitz erbaut werden.
Für den Bau des Senatspalastes wurde im Norden des Kremlgeländes ein Grundstück bereitgestellt, auf dem sich zuvor einige Wirtschaftsbauten des benachbarten Tschudow-Klosters (das bis 1930 an der Stelle des heutigen Gebäudes 14 stand) sowie Teile privater Gutshöfe befanden. Mit der Konzeption und Ausführung der Arbeiten wurde der bekannte Stadtbaumeister Matwei Kasakow beauftragt, der sich auch am Wiederaufbau des benachbarten Arsenals beteiligt hatte. Damit die Platzverhältnisse des relativ beengten Baugrundstücks voll ausgeschöpft werden konnten, wählte Kasakow für das Gebäude eine dreieckige Grundrissform, wobei die längste Seite dieses Dreiecks dem ebenfalls langgezogenen Gebäude des Arsenals zugewandt wurde. Die Bauarbeiten an den Grundmauern dauerten im Wesentlichen von 1776 bis 1787, an der Innenausstattung wurde teilweise noch bis 1790 gearbeitet.
Das vorwiegend in frühklassizistischem Stil ausgeführte Senatsgebäude stieß nach seiner Fertigstellung vielfach auf positive Kritik, auch seitens Katharina der Großen, die das Werk Kasakows bei der Erstbesichtigung persönlich lobte. Auch diente das Bauwerk im späten 18. und frühen 19. Jahrhundert mehreren neu errichteten Verwaltungsbauten in anderen russischen Städten als architektonisches Vorbild.

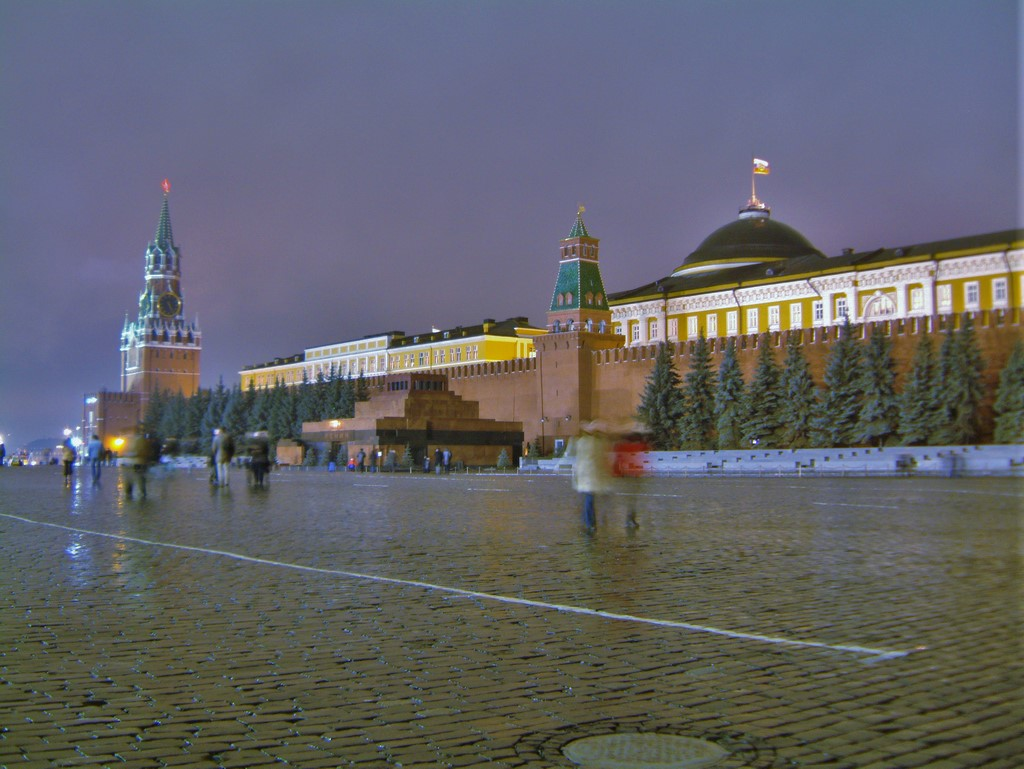
Ostfassade des Senatspalastes, Ansicht vom Roten Platz aus

Nach drei Jahren vorläufiger Nutzung für Moskauer Adelsversammlungen wurde der Senatspalast im Jahre 1790, gemäß der ursprünglichen Zwecksetzung, Sitz von zwei Abteilungen des Regierenden Senats. Schon im frühen 19. Jahrhundert, nach weiteren Reformen und Umstrukturierungsmaßnahmen innerhalb des Senats, war dieser jedoch nicht mehr im Senatspalast ansässig. Stattdessen wurden dort abwechselnd mehrere staatliche Behörden untergebracht, darunter eine Abteilung des Kriegsministeriums, eine renommierte Architekturhochschule sowie seit 1866 das Moskauer Stadtgericht. In dieser letzteren Funktion war der Senatspalast Schauplatz mehrerer spektakulärer Prozesse, so unter anderem im Fall des Großindustriellen Sawwa Mamontow im Jahre 1899.
Nach der Oktoberrevolution 1917 und dem kurz darauf erfolgten Umzug der sowjetrussischen Regierung nach Moskau in den Kreml wurde der Senatspalast von da an als Regierungssitz und Austragungsort wichtiger Tagungen genutzt. Außerdem ließ sich Revolutionsführer und Staatschef Lenin 1918 im zweiten Obergeschoss des Senatspalastes eine Dienstwohnung einrichten, wo er bis 1923 lebte. Nach Lenins Tod im Jahre 1924 wurde die Originaleinrichtung seiner ehemaligen Wohnung sowie des Arbeitszimmers beibehalten und in ein Museum umgewandelt, welches Anfang der 1990er-Jahre nach Gorki Leninskije in Lenins ehemalige Vorstadtresidenz verlegt wurde.
Auch Lenins Nachfolger Josef Stalin hatte im Senatspalast in der Hochparterre eine Dienstwohnung. Zugleich war er auch der letzte sowjetische beziehungsweise russische Staatschef, der im Kreml nicht nur arbeitete, sondern auch wohnte.
Von dessen Gründung 1946 bis zum Ende der Sowjetunion 1991 hatte der Ministerrat der UdSSR im Senatspalast seinen Hauptsitz. Von 1992 bis 1995 wurde das gesamte Gebäude aufwändig restauriert und als Amtssitz des russischen Präsidenten eingerichtet. Diese Funktion teilt sich der Senatspalast heute mit dem Großen Kremlpalast, wobei sich im Senatspalast sowohl das Arbeitszimmer als auch die wichtigsten Empfangsräume des Präsidenten befinden.

## Architektur und Innenräume
Auch wenn sich der Senatspalast stilistisch von den beiden benachbarten Gebäuden unterscheidet, vermittelt er, nicht zuletzt aufgrund der einheitlichen goldgelben Fassadenfarbe, den Eindruck eines in sich geschlossenen Ensembles, das er mit dem Arsenal und dem Gebäude 14 bildet. Mit rund 20 Metern ist der Palast zudem annähernd gleich hoch wie das Arsenal und weist mit seinem dreieckigen Grundriss eine ähnlich unkonventionelle Form auf. Im Gegensatz zum Arsenalsgebäude, das von Anfang an für militärische Zwecke konzipiert wurde, entspricht die Architektur des Senatspalastes den gängigen Standards für zivile Verwaltungsbauten. Die drei Fassaden von jeweils rund 100 Metern Länge sind dem im damaligen Russland weit verbreiteten Frühklassizismus zuzuordnen. Der Palast verfügt über drei Stockwerke, die von außen an den streng geometrischen Fensterreihen zu erkennen sind, die an den „abgeschnittenen“ Ecken zusätzliche Ornamentierungen in der Fassadenmitte aufweisen.

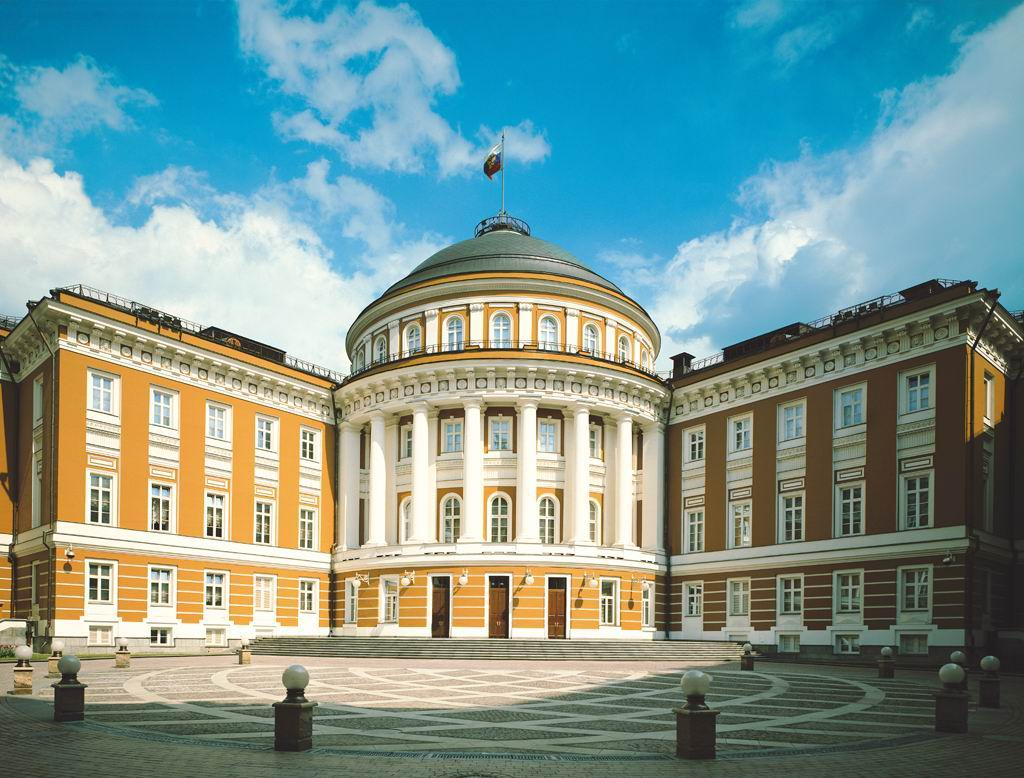
Innenhof des Palastes, im Hintergrund die Rotunde mit Kuppel

Als zentraler Teil des Gebäudes gilt die zum Roten Platz hin gewandte Rotunde, welche von einer mächtigen Kuppel von 27 Metern Höhe gekrönt wird. Diese Kuppel mit der auf ihr angebrachten russischen Nationalflagge ist vom Roten Platz aus gut zu sehen, nicht jedoch der untere Teil der Rotunde, in dem sich auch der Paradeeingang befindet. Dieser ist nur vom für die Öffentlichkeit gesperrten, vom Gebäudedreieck umgebenen Innenhof des Senatspalastes aus zu sehen. Dorthin führt eine Bogendurchfahrt im mittleren Bereich der zum Arsenal hin gewandten Fassade. Dieser Bogen, oberhalb dessen eine Reliefdarstellung des russischen Doppeladlers zu sehen ist, wird von einem Viersäulenportikus ergänzt, welcher oben von einem Giebeldach abgeschlossen wird.

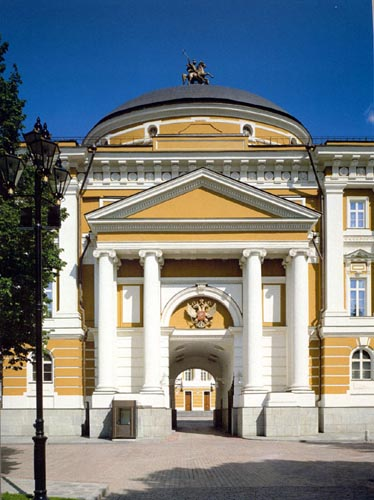
Durchfahrt in den Innenhof

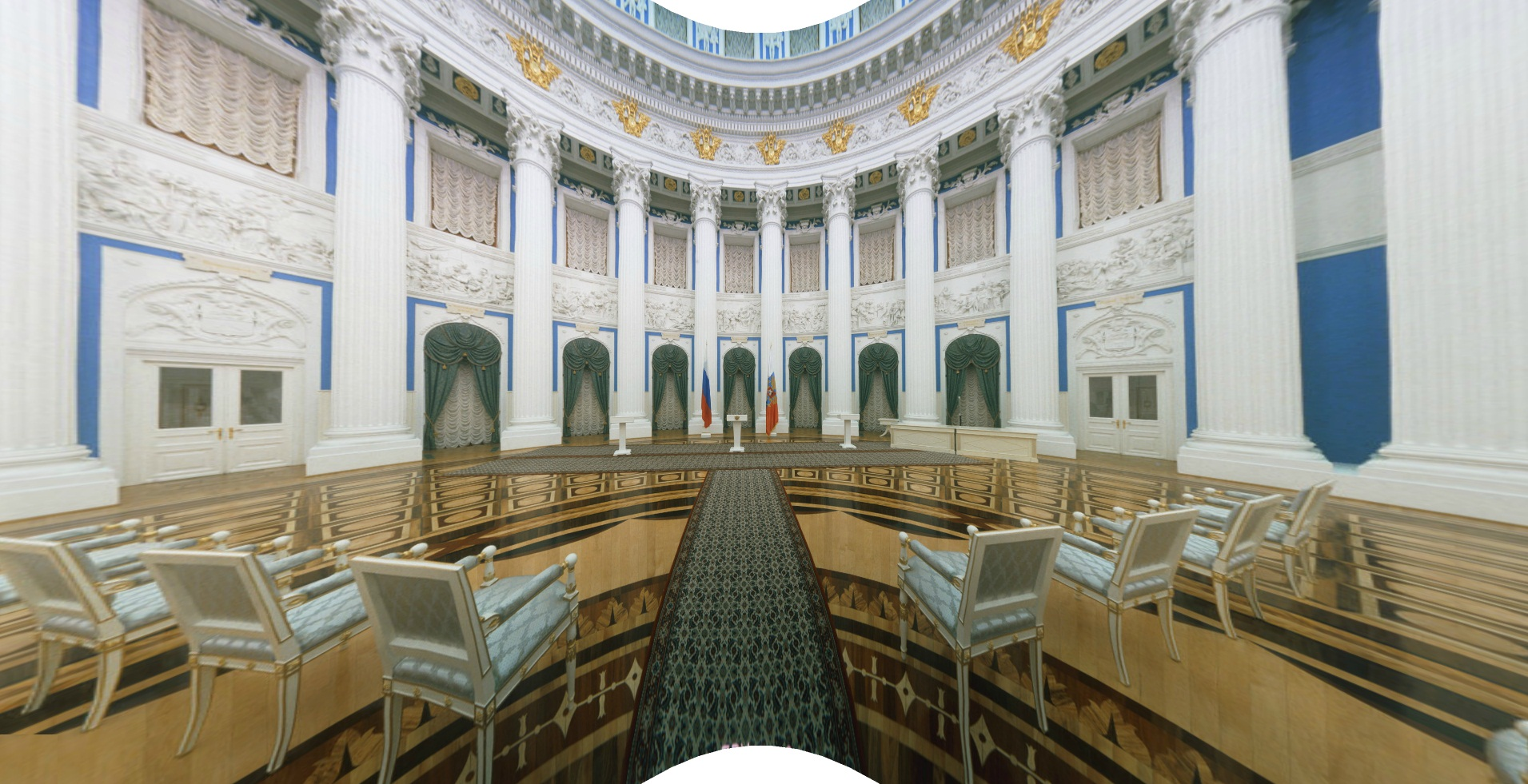
Katharinensaal (Reliefs von Gawriil Samarajew, 1818)

Im Inneren des Senatspalastes gilt der als Katharinensaal (Екатерининский зал) bezeichnete Paraderaum als markantester Bestandteil des Baus. Hier werden vor allem wichtige Sitzungen und Empfänge mit Beteiligung des Präsidenten durchgeführt. Der kreisförmige Saal mit einem Durchmesser von 24,7 Metern nimmt das Innere der Rotunde bis unter die Kuppel ein und fällt vor allem durch die entlang seines gesamten Umfanges angeordnete Säulenreihe in korinthischer Ordnung auf. Mit den reichhaltigen Hochreliefornamenten zwischen den Fensterreihen – darunter mehrere Darstellungen Katharina der Großen als Weisheitsgöttin Minerva – sowie den Medaillonabbilden russischer Zaren und Großfürsten, aber auch den prunkvollen Kronleuchtern und dem mosaikähnlich gemusterten Parkettboden ist der Katharinensaal des Senatspalastes ähnlich aufwändig gestaltet wie die fünf Paradesäle des Großen Kremlpalastes (von denen einer ebenfalls den Namen Katharinensaal trägt).
Die drei Flügel des Palastes sind durch einen zentralen Gang sowie zwei zusätzliche Anbauten, die den Innenhof auf symmetrische Weise in einen fünfkantigen zentralen Teil und zwei Seitendreiecke teilen, miteinander verbunden. Sie beinhalten außer den gewöhnlichen Diensträumlichkeiten des Präsidenten und seines Apparats noch eine Reihe weiterer repräsentativer Großräumlichkeiten. Zu nennen sind hier das eigentliche Arbeitskabinett des Präsidenten, außerdem die Präsidentenbibliothek (hier wird unter anderem das repräsentative Exemplar der Verfassung der Russischen Föderation aufbewahrt, auf das der Staatschef bei seiner Vereidigung den Amtseid ablegt), der Paradesaal des Präsidenten (Представительский кабинет Президента) und der sogenannte Wappensaal (Гербовый зал), in dem üblicherweise ausländische Botschafter empfangen werden.